# Cirrhilabrus balteatus
Cirrhilabrus balteatus Randall, 1988 è un pesce d'acqua salata appartenente alla famiglia Labridae.

## Distribuzione e habitat
Proviene dalle barriere coralline delle Isole Marshall nell'oceano Pacifico. Vive nelle zone ricche di coralli e vegetazione acquatica, mai a profondità molto elevate, a volte anche nelle lagune.

## Descrizione
Presenta un corpo leggermente compresso ai lati, allungato e non particolarmente alto, con il profilo della testa abbastanza appuntito. La pinna caudale non è biforcuta, mentre la pinna anale e la pinna dorsale sono basse; la pinna dorsale è nettamente più lunga di quella anale. È una specie di piccole dimensioni, che non supera i 10 cm.
Il dimorfismo sessuale è molto evidente; non cambia solo la livrea, ma anche la forma di alcune pinne e la loro colorazione. Il ventre è sempre bianco. Gli esemplari femminili sono prevalentemente marroni od arancioni rossastri, molto simili al congenere C. luteovittatus, e presentano tutte le pinne corte e trasparenti.
I maschi adulti, invece, sono neri con un'ampia fascia marrone chiara o arancione dietro la testa; gli occhi sono dello stesso colore. La pinna dorsale e la pinna anale sono violacee con una striscia nera bordata da striature blu molto più sottili. Le pinne pelviche sono estremamente allungate e somigliano a dei filamenti.

## Biologia

### Alimentazione
Ha una dieta prevalentemente carnivora, composta soprattutto da varie specie di invertebrati acquatici (zooplancton).

### Riproduzione
È oviparo e la fecondazione è esterna. Non ci sono cure nei confronti delle uova.

## Conservazione
È noto che questa specie viene catturata per l'acquariofilia e non si sa però in che quantità; ma nonostante ciò sembrerebbe abbastanza comune nel suo areale. Per questo la lista rossa IUCN classifica questa specie come "dati insufficienti" (DD).